# Paratelmatobius lutzii
Paratelmatobius lutzii é uma espécie de anfíbio da família Leptodactylidae.
É endémica do Brasil.
Os seus habitats naturais são: regiões subtropicais ou tropicais húmidas de alta altitude, rios e marismas intermitentes de água doce.
Está ameaçada por perda de habitat.